# Francisco Jesús María Romero
Francisco Jesús María Romero (València, 1963), més conegut com a Paco «Bessó», és un dolçainer i constructor d'instruments valencià.
Va nàixer en 1963 al barri del Carme de la ciutat de València. Va començar la seua formació tradicional com dolçainer en 1978, fent de tabaleter amb Raimon Galiana en el col·lectiu de dolçainers La Moma. En 1989, juntament amb Raimon Galiana, va començar a produir i perfeccionar el flabiol valencià, construint els primers de plàstic en 1995. En 2007 va començar a fabricar dolçaines de resina injectada, que permetia la producció de l'instrument abaratint-ne costos. A banda d'instruments valencians, al seu taller també construeix instruments tradicionals de Catalunya, Aragó i Castella. N'és autor d'un mètode elemental de flabiol valencià i dolçaina. Ha dirigit diverses colles de dolçaina i tabal, així com impartint classes de dolçaina en múltiples escoles, com a l'Escola de Música Tradicional de l'Alfàs del Pi.
Ha sigut el principal constructor i difusor del flabiol valencià, estandarditzant l'afinació, utilitzant materials més econòmics com el plàstic i venent al voltant de 4000 unitats anualment. Així mateix, n'és un dels principals impulsors del Projecte Flabiol, un programa per a portar l'ensenyament del flabiol valencià a l'escola i substituir la flauta dolça com a instrument d'iniciació musical.